# Stanislas de Guaita
Stanislas de Guaita, född 6 april 1861, död 19 december 1897, var en fransk markis och författare.
Guaita utgav 1881-85 tre diktsamlingar med starkt symbolistisk prägel, slog sig därefter in på alkemi och kabbalistiska studier med verk som Essais de sciences maudites (2 band, 1886-92), grundade orden Rose-Croix och blev i viss mån ledare för den moderna dekadentockultismen.